# Tembo-Aluma
Tembo-Aluma é uma vila e comuna angolana que se localiza na província de Malanje, pertencente ao município de Marimba.